# 24сата
24сата су дневне новине које излазе у Загребу, Хрватска. Од 2007. године најтиражније су дневне новине у Хрватској. Такође је најпосећенија веб страница вести у Хрватској и водећи извор вести на платформама друштвених медија. 

## Историја и профил
24сата су дневне новине у Хрватској.  Покренула га је Стирија Медијен АГ, аустријска медијска група, у марту 2005.   Његов први главни и одговорни уредник Матија Бабић  најавио је да ће нове новине бити усмерене на „младу, урбану и модерну „публику.
Први број 24сата и по свом садржају и по формату изгледао је ништа друго до прве хрватске дневне таблоидне новине.  Међутим, у року од шест месеци након покретања лист је успео да се чврсто учврсти као трећи дневни лист у Хрватској по тиражу (после Вечерњег листа и Јутарњег листа). Овај успех је делимично последица атрактивне цене.
Након што је 5. јула 2005. године Матија Бабић смењен са места главног и одговорног уредника, нови главни уредник је постао Борис Трупчевић. Пре него што се придружио 24сата, био је издавач Санома магазина у Хрватској. Наследио га је Ренато Ивануш, а од 2015. године главни и одговорни уредник је Горан Гаврановић. 
24сата је 2013. имао тираж од 116.000 примерака  и био је једини хрватски дневник који је те године забележио раст прихода. 

## Онлајн
Интернет верзија је лансирана у исто време када и штампано издање. Постао је најпосећенији сајт у Хрватској 2012.  Онлајн верзија има мобилну веб локацију, као и апликације за Андроид, Виндовс итд. 

## Награде и признања
- 24сата је 2009. године добио награду Европске новине године у категорији специјалног признања судија од стране Конгреса европских новина. [11]
- У октобру 2012, лист је добио награду за најбољу употребу Фејсбука у Франкфурту. [9]
- 2014. ИНМА је наградила 24сата другим местом у категорији Најбоља идеја за повећање дигиталне публике или ангажовања [12]